# Druckerpatrone

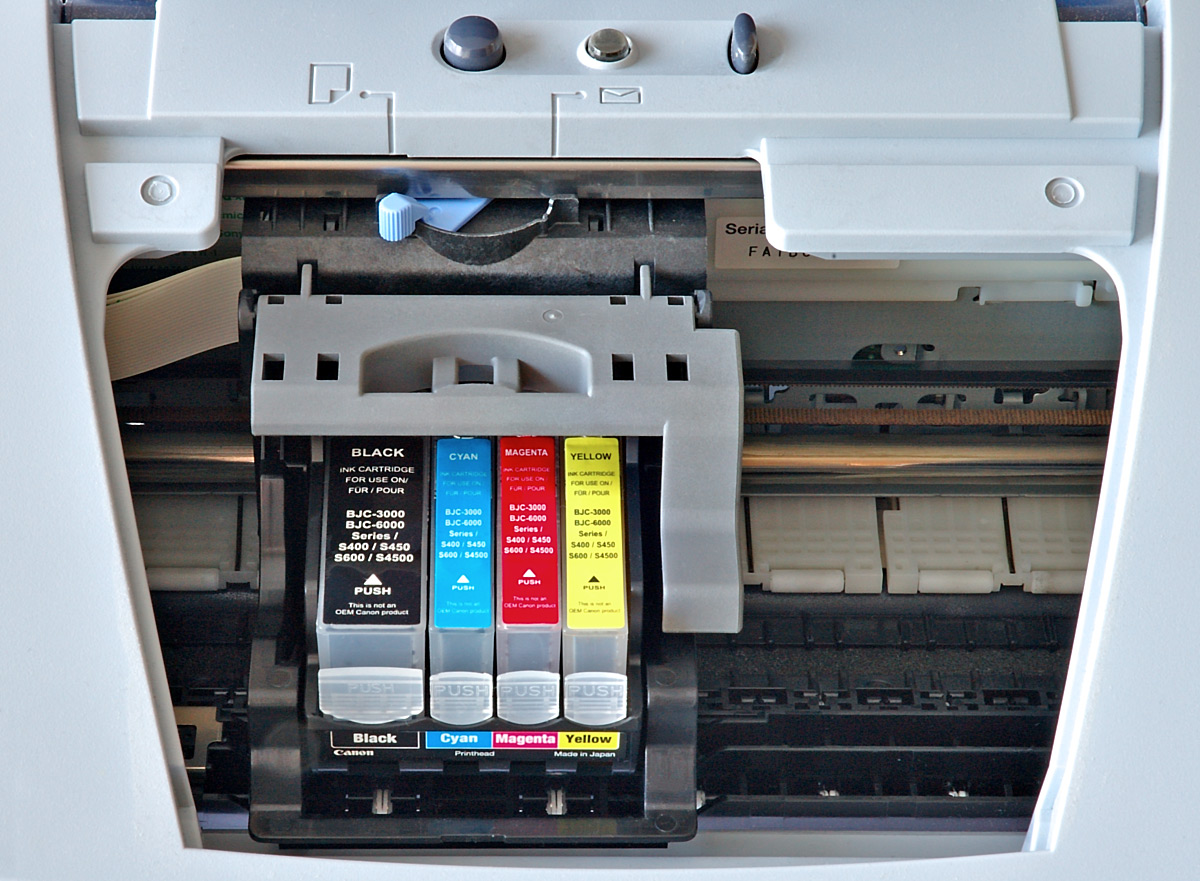
Tintenpatronen eines Tintenstrahldruckers

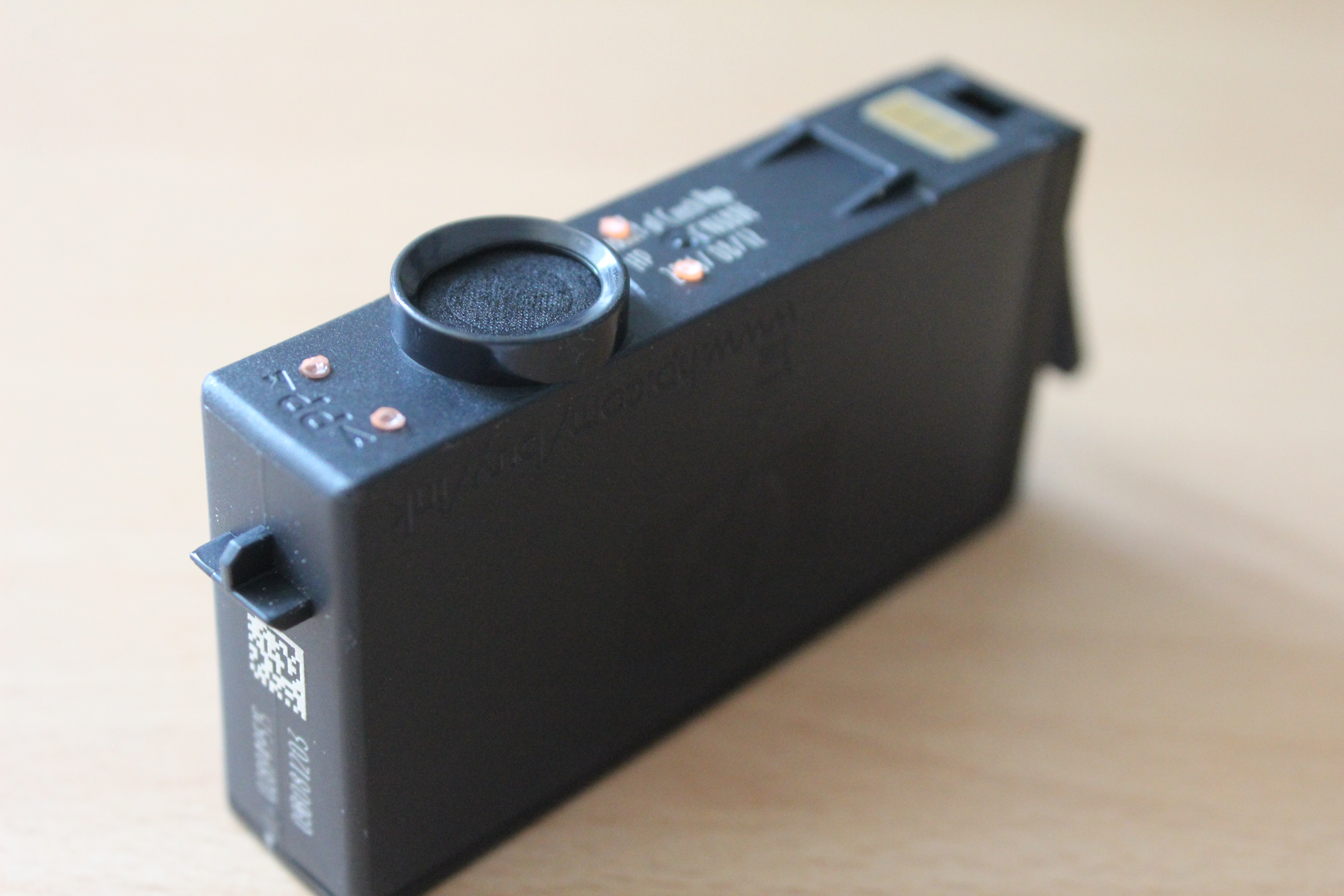
Unterseite einer Druckerpatrone mit Kontaktfläche vorne und Mikrochips hinten

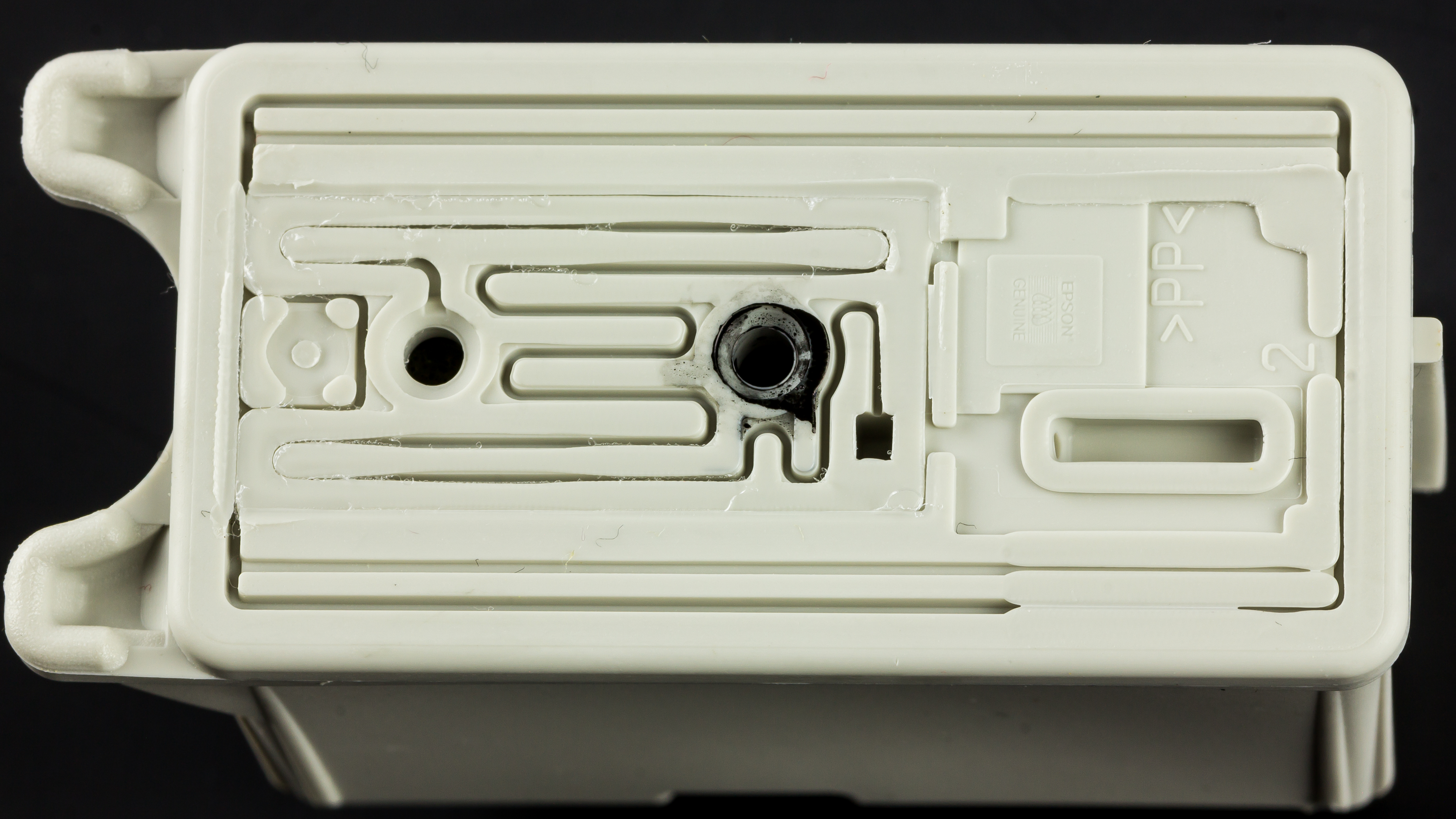
Druckausgleich-System in Form eines Labyrinths auf der Oberseite einer Patrone

Eine Druckerpatrone (auch Tintenpatrone) ist ein mit Tinte gefüllter Behälter, der in Tintenstrahldruckern eingesetzt wird und die für den Druckvorgang notwendige Tinte liefert.
Tintenstrahldrucker-Patronen werden in unterschiedlichen Bauformen hergestellt und übergeben die Tinte, falls der Druckkopf nicht fest mit der Patrone verbunden ist, meist über einen Durchstich oder eine schwammartige Kontaktfläche an den Druckkopf. Gemeinsam ist i. d. R. ein Druckausgleich-System, das oft als Labyrinth ausgeführt auf der Oberseite der Patrone (z. B. unter Firmenaufklebern) Luft nachströmen lässt, ohne dass Tinte durch den feinen Kanal entweichen könnte.
Bei vielen Tintenstrahldruckern ist der Druckkopf in die Patrone integriert. Tintenpatronen (Kartuschen für Tinte) für Drucker können neben der Ausführung als reine Flüssigkeitsbehälter in der passenden Form auch mit einem Schaumstoffschwamm gefüllt sein, der in seinen Poren die Tinte hält oder aus einem Unterdrucksystem besteht. Unterschiede ergeben sich neben Einschränkungen durch Patente durch verschiedene Lösungsansätze, um einen gleichmäßigen Tintenfluss in jeder Drucksituation zu gewährleisten. Hier spielt die Drucktechnik und Fließfähigkeit der Tinte ebenso eine Rolle wie Probleme bei mobilen Druckern.
In diesem Marktsegment müssen die Hersteller aus Umweltschutzgründen per Gesetz sämtliche verbrauchten Patronen zurücknehmen. Hintergrund des Gesetzes ist der immense Rohstoffverbrauch von endlichen Ressourcen.

## Ungenutzte Tinte bei Patronenwechsel

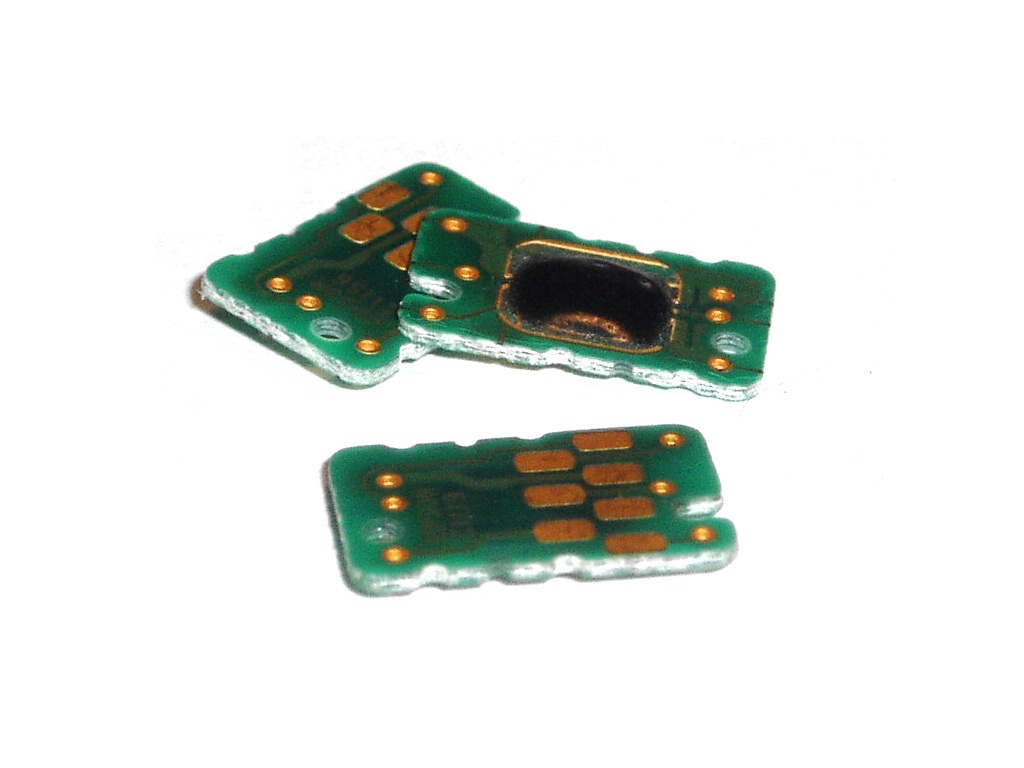
Auf kleinen Leiterplatten befestigte Mikrochips von Epson-Patronen; Durch Potting mit Epoxidharz wird der Chip geschützt

Moderne Druckerpatronen besitzen häufig einen Mikrochip, der den Füllstand über einen Patronenwechsel hinaus speichert, insbesondere auch nach einer Nachfüllung. Einige Hersteller, u. a. Epson und Hewlett-Packard, wurden jeweils in den Vereinigten Staaten angeklagt, da ihre Geräte vorzeitig den Füllstand als „leer“ angäben, bevor tatsächlich keine wesentliche Menge Tinte mehr vorhanden wäre.
Eine Studie des TÜV Rheinland von 2007 zeigte, dass bei manchen Druckern mehr als die Hälfte der Tinte unbenutzt entsorgt wird. Bei einfarbigen Patronen verblieb zwischen 9 % und 64 % (Kodak Easyshare 5300), durchschnittlich 20 %, der Tinte in den „leeren“ Patronen, während bei mehrfarbigen Kompaktpatronen der Anteil noch wesentlich höher ist, da sie gewechselt werden müssen, sobald nur eine der enthaltenen Farben „leer“ wird.